# 아타프
아타프(라오어: ອັດຕະປື 앗따쁘)는 라오스 아타프주의 주도다. 라오스의 모든 주도들 중 가장 남쪽에 있다. 평균 고도는 93m다.

## 교통
아타프 국제공항이 아타프에서 28km가량 떨어져 있다. 2015년 5월 개항했다. 2016년 4월 라오 항공이 팍세를 경유해서 비엔티안을 향하는 항공편을 출시했지만 2016년 10월 승객수 감소로 운영을 중단했다.

## 같이 보기
- 참파사크 왕국